# GamesMaster (magazin)
A GamesMaster havonta megjelenő videojátékokkal foglalkozó magazin, amit a Future Publishing ad ki az Egyesült Királyságban.
A GamesMaster egy legsikeresebb videojátékos újság az Egyesült Királyságban, még a testvérlapjánál; az Edge-nél is sikeresebb. A magazinban rendszeresen vannak csalókódokat tartalmazó kiskönyvek.

## Története
A magazint 1993 januárjában alapították, hogy kiegészítse a hasonló nevű televíziós műsort. Ugyan a műsor azóta már megszűnt, azonban az újságot folytatták.

## Tartalom
A magazinban számos játék tesztje és előzetese található, azonban ezek csak az újság felét teszik ki; ezek mellett vannak még benne hírek, poszterek, rajongói levelek és havi versenyek. Az újság népszerűsége nőtt és a játékproducerek is törekednek a GamesMaster „Gold Award” elérésére, hogy azt feltüntethessék a játékok csomagolásain. A Gold Award díjat a 90 vagy annál több százalékot elérő játékok érdemlik ki.

## Filippínó GamesMaster
A Fülöp-szigeteki Summit Media kiadó 2003 szeptembere óta jelenteti meg a GamesMaster helyi változatát. Kezdetekben minden lapszám 95 pesoba került, viszont később 100 pesora emelték az árát. A magazin gyorsan sikeres lett a helyi közösségek körében az alacsony ára és a filippínó játékos társadalomról szóló nagyszámú cikkeik miatt.
A filippínó GamesMaster 2006 szeptemberében szűnt meg a kiadójának átszervezése következtében.